# Xã Jefferson, Quận Johnson, Iowa
Xã Jefferson (tiếng Anh: Jefferson Township) là một xã thuộc quận Johnson, tiểu bang Iowa, Hoa Kỳ. Năm 2010, dân số của xã này là 4.122 người.